# Próchniczek błotny
Próchniczek błotny, mochwian błotny (Aulacomnium palustre) – gatunek mchu z rodziny próchniczkowatych (Aulacomniaceae Schimp.). Występuje w Ameryce Północnej i Środkowej, Eurazji oraz Nowej Zelandii. Dość pospolity na obszarze Polski.

## Morfologia
PokrójMech tworzący górą zielonożółte, dołem brązowe darnie.
ŁodyżkaWzniesiona, długości do 15 cm, barwy brązowawej, gęsto pokryta rdzawymi chwytnikami.
ListkiLancetowate, długości 3-4 mm, skierowane ku górze, szczytowe wyraźnie zaostrzone, słabo ząbkowane, dolne brzegiem podwinięte, niekiedy na końcach zaokrąglone.
SporofitPuszka zarodni długości ok. 3 mm, zwieszona, niekiedy wyprostowana, barwy czerwono-brunatnej, kształtu podługowato-jajowatego. Seta długości ok. 2,5 cm, barwy czerwonawej.

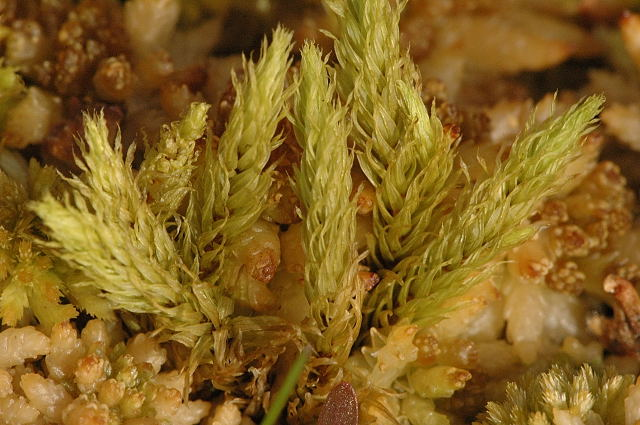
Pokrój
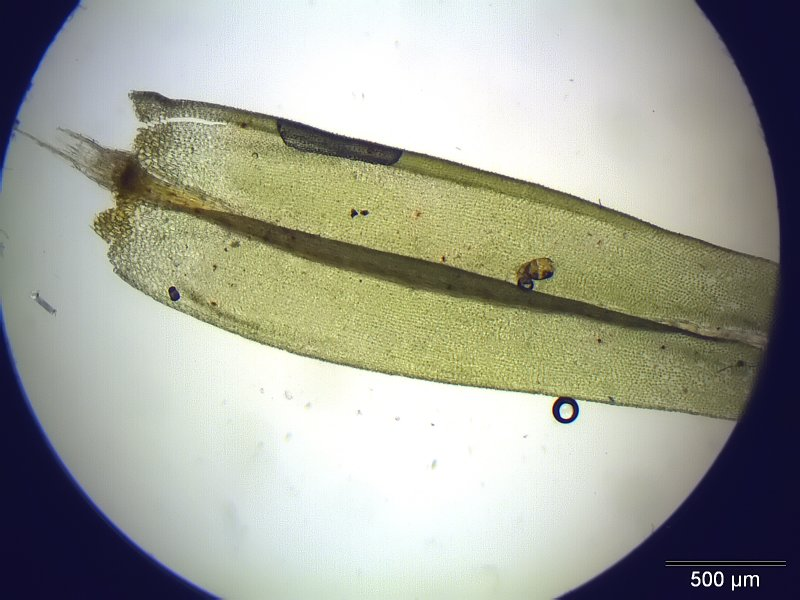
Listek

## Biologia i ekologia
RozwójZarodnikowanie w Polsce odbywa się w czerwcu. Wytwarza rozmnóżki, umieszczone na szczycie nagich przedłużeń łodyżek.
SiedliskoWystępuje na torfowiskach wysokich i przejściowych, często w borach bagiennych, niekiedy na torfowiskach niskich.
FitosocjologiaW klasyfikacji zbiorowisk roślinnych gatunek charakterystyczny dla klasy (Cl.) Oxycocco-Sphagnetea.

## Zagrożenia i ochrona
Gatunek objęty jest w Polsce częściową ochroną gatunkową od 2001 r., obecnie na podstawie Rozporządzenia Ministra Środowiska z dnia 9 października 2014 r. w sprawie ochrony gatunkowej roślin.